# Distretto di Bytča
Il distretto di Bytča (okres Bytča) è un distretto della regione di Žilina, nella Slovacchia centrale.
Fino al 1918, il distretto era parte della contea Ungherese di Trenčín.

## Geografia antropica
Il distretto è composto da 1 città e 11 comuni:

### Città
- Bytča

### Comuni
- Hlboké nad Váhom
- Hvozdnica
- Jablonové
- Kolárovice
- Kotešová
- Maršová-Rašov
- Petrovice
- Predmier
- Súľov-Hradná
- Štiavnik
- Veľké Rovné